# Tolley
Tolley és una població dels Estats Units a l'estat de Dakota del Nord. Segons el cens del 2000 tenia 63 habitants.

## Demografia
Segons el cens del 2000, Tolley tenia 63 habitants, 32 habitatges, i 15 famílies. La densitat de població era de 187,1 hab./km².
Dels 32 habitatges en un 15,6% hi vivien nens de menys de 18 anys, en un 46,9% hi vivien parelles casades, en un 0% dones solteres, i en un 53,1% no eren unitats familiars. En el 46,9% dels habitatges hi vivien persones soles el 21,9% de les quals corresponia a persones de 65 anys o més que vivien soles. El nombre mitjà de persones vivint en cada habitatge era d'1,97 i el nombre mitjà de persones que vivien en cada família era de 2,93.
Per edats la població es repartia de la següent manera: un 20,6% tenia menys de 18 anys, un 1,6% entre 18 i 24, un 27% entre 25 i 44, un 28,6% de 45 a 60 i un 22,2% 65 anys o més.
L'edat mediana era de 46 anys. Per cada 100 dones de 18 o més anys hi havia 127,3 homes.
La renda mediana per habitatge era de 18.750 $ i la renda mediana per família de 18.750 $. Els homes tenien una renda mediana de 23.750 $ mentre que les dones 18.125 $. La renda per capita de la població era de 9.835 $. Entorn del 20% de les famílies i el 39,4% de la població estaven per davall del llindar de pobresa.

## Poblacions més properes
El següent diagrama mostra les poblacions més properes.